# Кінегельм (король Мерсії)
Кінегельм або Кенельм (давн-англ. Cynehelm; ? —821) — король Мерсії у 821 році.

## Життєпис
Походив з династії Ікелінгів. Син Кенвульфа, короля Мерсії, та Елфріт. Про дату народження нічого невідомо, є версія що це відбулося 786 року. У 799 році ім'я Кінегельм з'являється в дарчій грамоті архієпископству Кентерберійському. З 803 року Кінегельм постійно зустрічається разом з батьком. Можливо з цього часу він стає фактично співволодарем Кенвульфа. Але з 811 року ім'я Кінегельма з грамот зникає, тому низка дослідників вважає, що той помер ще за життя Кенвульфа, а успадкував трон вже брат останнього Кеолвульф I.
У 821 році після смерті батька став королем Мерсії. Втім його правління тривало 5 місяців. За однією з гіпотез загинув у битві під час походу у Вельсі. Втім, можливо, Кінегельма було вбито змовниками.
З середини X ст. починається культ Кінегельма, якого було зараховано до святих Англії. Центром культу стало Вінчкомбське абатство. Його день 17 липня. Натепер у Великій Британії існує декілька церков, присвячених Кінегельму.